# Rippweiler
Rippweiler is een plaats in de gemeente Useldange en het kanton Redange in Luxemburg.
Rippweiler telt 145 inwoners (2001).
Everlange · Rippweiler · Schandel · Useldange

Luxemburgse gemeenten · Kanton Redange · Luxemburg